# Corynura rubella
Corynura rubella là một loài Hymenoptera trong họ Halictidae. Loài này được Haliday mô tả khoa học năm 1836.